# Carlos Tamara
Carlos Tamara est un boxeur colombien né le 15 mars 1983 à Sincelejo.

## Carrière
Médaillé d'argent aux Jeux panaméricains de Saint-Domingue en 2003, il passe professionnel en 2005 et devient champion du monde des mi-mouches IBF le 23 janvier 2010 en battant par arrêt de l'arbitre au 12e round l'Américain Brian Viloria. Tamara perd sa ceinture dès le combat suivant face à l'Argentin Luis Alberto Lazarte aux points par décision partagée le 29 mai 2010 à Buenos Aires.